# SN 2002le
SN 2002le – supernowa odkryta 7 maja 2002 roku w galaktyce A131147-0019. W momencie odkrycia miała maksymalną jasność 19,50m.